# Gerhard Christiaan Coenraad Pels Rijcken

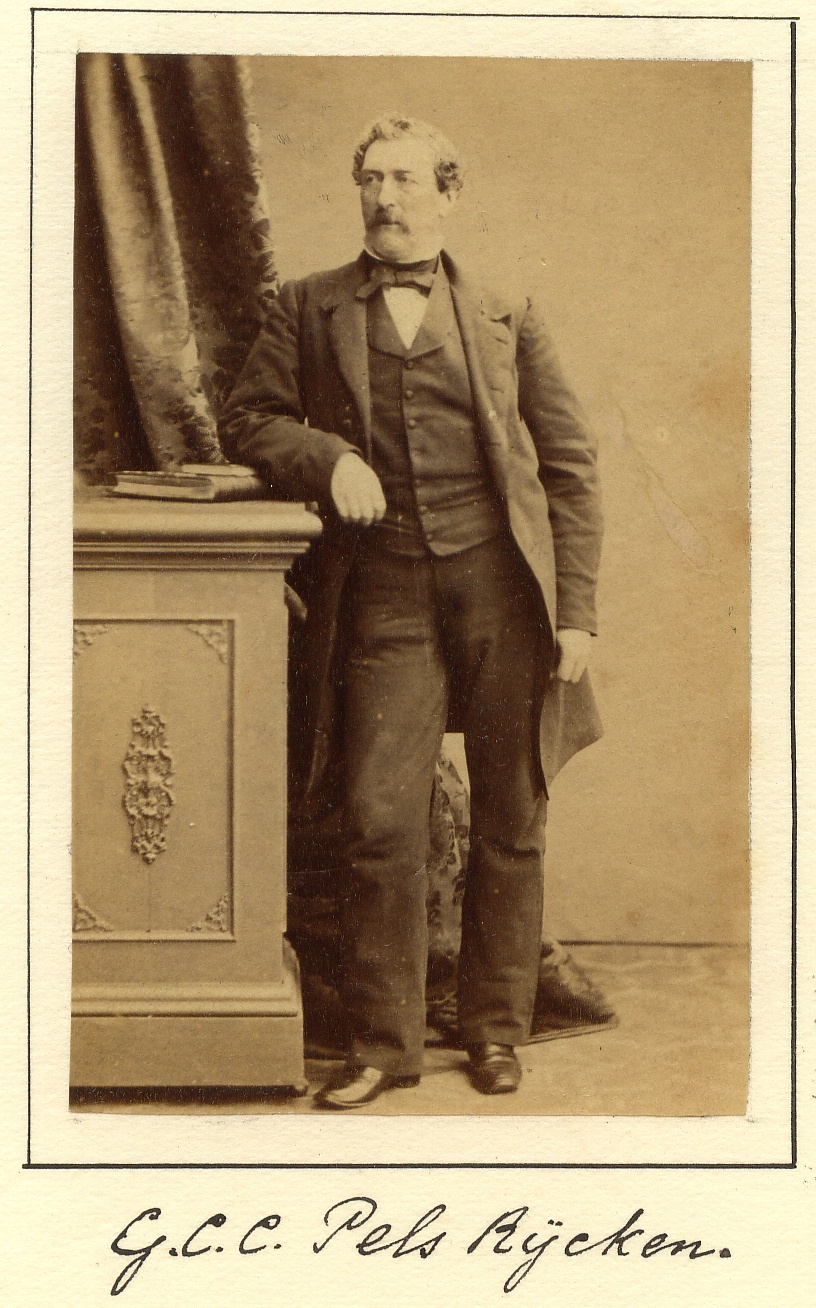
Gerhard Christiaan Coenraad Pels Rijcken (1860)

Gerhard Christiaan Coenraad Pels Rijcken (* 8. Januar 1810 in Princenhage, Provinz Noord-Brabant; † 2. Mai 1889 in Breda, Provinz Noord-Brabant) war ein niederländischer Seeoffizier der Koninklijke Marine und konservativer Politiker, der zwischen 1866 und 1868 Marineminister im Kabinett van Zuylen van Nijevelt.

## Leben
Gerhard Christiaan Coenraad Pels Rijcken stammte aus dem Adelsgeschlecht Rijcken. Sein Vater Christiaan Pels Rijcken (1781–1855) war Gerichtsvollzieher in Princenhage und Beigeordneter (Wehhouder) von Breda und seine Mutter eine Nichte von Walraven Robbert van Heeckeren van Brandsenburg, Mitglied der Notabelnversammlung (Vergadering van Notabelen) und Mitglied der Zweiten Kammer der Generalstaaten (Tweede Kamer der Staten-Generaal). Sein jüngerer Bruder François Marinus Christiaan Pels Rijcken (1817–1884) war von 1872 bis zu seinem Tode 1884 Bürgermeister von Arnhem.
Er selbst absolvierte eine Ausbildung von Seeoffizieren und fand zahlreiche Verwendungen in der Koninklijke Marine. Er war unter anderem Ausbilder von Offizieren der Kaiserlich Japanischen Marine. Er war vom 13. Juni 1865 bis zu seinem Tode am 2. Mai 1889 Adjutant im außerordentlichen Dienst (Adjudant in buitengewone dienst) von König Wilhelm III. Nach seiner Beförderung zum Konteradmiral (Schout-bij-nacht) am 1. Juli 1865 wurde er Direktor und Kommandant des Marinestützpunktes Willemsoord bei Den Helder und verblieb auf diesem Posten bis zum 1. Juni 1866. Im Februar 1866 war er im zweiten Kabinett Thorbecke Kandidat für die Nachfolge des am 6. Februar 1866 verstorbenen Marineministers Willem Johan Cornelis Huyssen van Kattendijke, wobei allerdings Kriegsminister Johan Wilhelm Blanken das Amt kommissarisch übernahm.
Am 1. Juni 1866 übernahm er im Kabinett van Zuylen van Nijevelt das Amt als Marineminister (Minister van Marine) und hatte dieses Amt bis zum Ende der Amtszeit dieses Kabinetts am 4. Juni 1868 inne. Während seiner Amtszeit als Minister setzte er sich unter anderem für die Erneuerung der Flotte ein und bestellte sechs Panzerschiffe, darunter die drei Rammturmschiffe. Das waren die Buffel, das sich jetzt in Hellevoetsluis befindet, die Schorpioen, die als Museumsschiff in Den Helder vor Anker liegt, und die Stier. Für seine Verdienste wurde er 1867 Kommandeur des Ordens vom Niederländischen Löwen. 1868 erhielt er das Großkreuz des luxemburgischen Ordens der Eichenkrone.
Am 1. August 1868 wurde er im Rang eines Vizeadmirals (Vice-admiraal) in den Ruhestand verabschiedet. Er wurde im Januar 1868 vor dem Obersten Gerichtshof (Hoge Raad der Nederlanden) verklagt, weil er es versäumt hatte, seinen Hund in einer Gemeinde zu fangen und zu behalten, in der Typhus weit verbreitet war. Er wurde in Abwesenheit zu einer Geldstrafe von 10 Gulden oder einem Tag Gefängnis verurteilt. Die Verfolgung durch den Obersten Gerichtshof war nach dem Justizorganisationsgesetz (Wet op de rechterlijke organisatie) von 1838 erforderlich, das sich noch auf den Text der Verfassung von 1814 bezog. Er war damit der einzige Minister, der während seines Dienstes vom Obersten Gerichtshof wegen eines – wenngleich geringfügigen – Verstoßes verurteilt wurde.
Rijcken kandidierte für die Konservativen bei den Wahlen 1869 im Wahlkreis Amsterdam erfolglos für ein Mandat in der Zweiten Kammer der Generalstaaten. Er war im August 1874 erneut Kandidat für das Amt als Marineminister im Kabinett Heemskerk/van Lynden van Sandenburg, aber dessen zukünftigen Kollegen zwangen Ministerpräsident Jan Heemskerk, sich wegen des „senilen Eindrucks“ (‚seniele indruk‘), den Pels Rijcken bei einem ersten Treffen der vorgesehenen Minister gemacht hatte, nach einem anderen Kandidaten umzusehen, woraufhin Willem Frederik van Erp Taalman Kip das Amt des Marineministers übernahm. Am 8. Januar 1849 heiratete er Johanna Maria Catherina Willinck.

## Hintergrundliteratur
- Dick Vries: Gerhard Pels Rijcken, zeeofficier en minister in de negentiende eeuw, Amsterdam, De Bataafsche Leeuw, 2019